# Eurhabdus zephyreus
Eurhabdus zephyreus là một loài ruồi trong họ Asilidae. Eurhabdus zephyreus được Aldrich miêu tả năm 1923. Loài này phân bố ở vùng Tân nhiệt đới.